# لوریه‌ویل، کبک
لوریه‌ویل (به فرانسوی: Laurierville) شهری در منطقه شهری لرابل ناحیه سانتر-دو-کبک در استان کبک کانادا است . در سرشماری سال ۲۰۱۱ این شهر ۱٬۵۱۲ نفر جمعیت داشته‌است و مساحت آن ۱۱۰٫۶۲ کیلومتر مربع است .